# Швидкий Євген Геннадійович
Євген Геннадійович Швидкий (нар. 21 липня 1988, Дружківка, Донецька область, УРСР) — український футболіст, нападник краматорського «Авангарда».

## Життєпис
Євген Швидкий народився 21 липня 1988 року в місті Дружківка Донецької області. У ДЮФЛУ виступав у дружківському «Машинобудівника» (2001) та донецькому «Шахтарі». З 2009 по 2010 роки захищав кольори аматорського клубу «Словхліб». У 2011 році перейшов до ще аматорського клубу «Авангард» (Краматорськ). Дебютував у футболці краматоського клубу 16 липня 2011 року в програному (1:2) виїзному подинку 1-го попереднього ранду кубку України проти головкіського «УкрАгроКому». Євген вийшов у стартовому складі та відіграв увесь матч. Дебютував у другій лізі 23 липня 2011 року в переможному (3:0) виїзному поєдинку 1-го туру групи «Б» проти комсомольського «Гірника-спорту». Швидкий вийшов у стартовому складі, а на 78-ій хвилині його замінив Артем Прошенко. Дебютним голом у футболці «Авангарда» відзначився 3 червня 2012 року на 59-ій хвилині програного (3:4) виїзного поєдинку фіналу Перехідних матчів проти МФК «Миколаєва». Євген вийшов на поле на 46-ій хвилині, замінивши Станіслава Передистого. 6 серпня 2013 року потрапив до символічної збірної 4-го туру FavBet Ліги 1 на позиції півзаисника за версією інтернет-видання UA-Футбол. Протягом свого перебування в краматорському клубі в чемпіонатах України зіграв 110 матчів та відзначився 15-ма голами, ще 8 матчів (2 голи) провів у кубку України.
Наприкінці червня 2014 року став гравцем харківського «Геліоса». Уфутболці «сонячних» дебютував 26 липня 2014 року в переможному (2:0) домашньому поєдинку 1-го туру першої ліги чемпіонату проти охтирського «Нафтовика-Укрнафти». Євген вийшов на поле на 56-ій хвилині, замінивши Антона Савіна, а на 71-ій хвилині відзначився дебютним голом. У футболці «Гкліоса» в чемпіонатах України зіграв 28 матчів та відзначився 3-ма голами, ще 1 поєдинок провів у кубку України. З 2015 по 2016 року знову захищав кольори «Словхлібу».
У 2017 році повернувся до краматорського «Авангарду». Повторно дебютував за краматорський клуб 15 липня 2017 року в прораному (0:3) домашньому поєдинку 1-го туру першої ліги чемпіонату України проти петрівського «Інгульця». Швидкий вийшов у стартовому складі, а на 45-ій хвилині його замінив Олександр Бринько.